# 536
536 (DXXXVI) var ett skottår som började en tisdag i den julianska kalendern.

## Händelser
- Det finns indicier från undersökningar av borrkärnor från glaciärer på Grönland, arkeologiska utgrävningar, träds årsringar med mera att något drastiskt inträffade med klimatet år 536, den så kallade Klimatavvikelsen 535–536.  Det antas vara ett av två stora vulkanutbrott som sänkte medeltemperaturen under ca 15 års tid på jorden. Det andra utbrottet skedde år 540.[1]. Det finns teorier att denna klimatavvikelse kan ha givit upphov till folkliga sägner om till exempel Fimbulvintern i Den poetiska Eddan.[2]

### Juni
- 8 juni – Sedan Agapetus I har avlidit den 22 april väljs Silverius till påve.[3]

### Okänt datum
- Det frankiska kriget, där frankerna besegrar Burgund och övertar Provence, avslutas.

## Födda
- Agathias, grekisk skald.

## Avlidna
- 22 april – Agapetus I, påve sedan 535.